# Malin på Härön
Malin på Härön, död 1669, var en svensk kvinna som åtalades för häxeri under det stora oväsendet. Hon var den första som anklagades för häxeri i Mollösund, som var den tredje häxprocessen i Bohuslän under det stora oväsendet efter Marstrand och Kungälv. Hon avled av tortyr i fängelset, men pekade i sin tur ut andra. Malin på Härön var den som först anklagades för att ha varit en av de häxor som sänkt en skuta i havet tillsammans med en grupp andra häxor i djurgestalt, en anklagelse som sedan låg till grund för arresteringen av en rad andra personer för trolldom. 

## Biografi
Malin omnämns i skattelängder, och tros ha bott på Härön 1660-1669. Hon var hustru till Madts. Paret hade en son, Per Madtson. 

### Häxprocess
Efter häxprocessen på Marstrand i juni 1669 spred sig det stora oväsendet Bohuslän, och fortsatte från Marstrand med rannsakningar mot Malin i Viken i Kungälv, och Malin på Herön i Mollösund på Orust den 19 — 21 augusti 1669 av häradshövdingen över Orust och Tjörn, Petter Draghman, i närvaro av befallningsmannen eller fogden Anders Larsson. 
Malin på Härön påstods ha fått Thomas Anderssons fiskeskuta att förlisa utanför Möllesund med hjälp av trolldom. Malin underkastades vattenprovet fyra gånger 24 juli, och misslyckades genom att "flyta som en gås". Hon erkände sig då skyldig, och angav Helga i Pilanna, Karin på Gullholmen (avliden i fängelset), Per Larsson i Mollösund, Börta Cornelius, Gertrud Corporals, Ragnela i Lysbo och Börta Crämars; Börta Crämars utpekade i sin tur Malins son Per Mathsson, Per Larssons dotter Anna Persdotter, och Elin i Bua, samt bekräftade Malins angivelser mot Börta Cornelius, Gertrud Corporals och Ragnela i Lysbo (Rangelle från Lösbo). 
Malin avled 1669 på Marstrands fästning under förhör med tortyr. Malins son Per Mathsson, som angavs av Börta Crämars, avrättades 1672.

## Eftermäle
Malin har gett namn åt en kulle och en myr på Härön, som kallas "Målsekolln" (Malins kulle) och "Mâlsemyra" (Malins myr).